# Powiat Nowotomyski
Der Powiat Nowotomyski ist ein Powiat (Kreis) in der polnischen Woiwodschaft Großpolen mit Sitz in Nowy Tomyśl. Der Powiat hat eine Fläche von 1011,67 km², auf der etwa 75.500 Einwohner leben.

## Gemeinden

### Stadt-und-Land-Gemeinden
- Lwówek (Neustadt bei Pinne)
- Nowy Tomyśl (Neutomischel)
- Opalenica (Opalenitza)
- Zbąszyń (Bentschen)

### Landgemeinden
- Kuślin (Kuschlin)
- Miedzichowo (Miedzichowo)